# Stjepan Šafran
Stjepan Šafran, hrvatski obrtnik i poduzetnik,  jedan od doajena hrvatskog obrtništva, a kasnije i poduzetništva.

## Životopis
Počeo je 1965., a kao obrtnik u vlastitoj tvrtci radi od 1967. godine. Nakon završene obrtničke škole i naukovanja pokrenuo je svoju metalsku radionicu. Počeo je s radionicom za preradu metala i strojnu obradu. Pogon koji je cijeli stao u jednu garažu od 35 metara čevornih i imao jednog radnika narastao je na današnji poslovni sustav od 12.500 metara četvornih proizvodnih pogona i 160 radnika i proizvode elektro opremu i strojnu opremu lijevanjem. Poslovni sustav čine Radionica Šafran, Ljevaonica Tržec te tvrtke Alu Product i Metal Product. Uz to je s inozemnim poslovnim partnerom razvio pogon koji zapošljava 70-ak ljudi. Pogon je danas izvoznik. 2006. je godine pokrenuo i Vinariju Šafran, obnovivši obiteljsku tradiciju - u 18. stoljeću spominju se u Varaždinskoj županiji kao vinogradari i šumari.
Već na početku poslovanja radionica mu je isporučivala elektroopremu za potrebe za Elektroprivredu Bosne i Hercegovine. Posao se širio, a krajem 1979. godine u kooperaciji s Energoinvestom iz Sarajeva, isporučili su nosače izolatora za afričko tržište. Dugoročnim planom odlučili su proširiti proizvodnju, za što su u Odri, zagrebačkom prigradskom naselju otkupili nekretninu i na njoj izgradili tri proizvodna pogona ukupne površine oko 3600 četvornih metara. Do 1990. poslovali su ograničenjima socijalističkog sustava koji privatnim osobama nije dozvoljavao veći broj zaposlenih; 1989. privatnik je smio zaposliti najviše 40 radnika, koliko je i Radionica zapošljavala. Od 1994. kooperant su svjetski poznatoj njemačkoj tvrtci Tyco Electronics Raychem na konfekcioniranju i distribuciji toplo skupljajućeg kabelskog pribora u programu elektroopreme, zatim s finskim partnerom ABB-om proizvode rastavljače za srednji napon, a onda je uslijedio ugovor s norveškim Siemensom. 1996. otvorio je pogon u Sarajevu, a 2001. s talijanskim partnerom WAM zajedničku tvornicu u Brezničkom Humu. 2014. prihod je bio 10 milijuna eura, a izvezli su 60% proizvoda. Šafranovi vinogradi i vinarija su u Brezničkom Humu. Proizvode rajnski rizling, graševinu i muškat. 2009. čelnik hrvatsko-europskog poslovnog vijeća u Bruxellesu odlučio je uvesti vina iz Šafranove vinarije i plasirati ih na belgijskom tržištu.
Proslavu 50. obljetnice obrtništva i poduzetništva Stjepana Šafrana i dovršetka izgradnje pogona Metal Producta u Brezničkom Humu, uveličala je svojom nazočnošću predsjednica Republike Hrvatske Kolinda Grabar-Kitarović, veleposlanik SR Njemačke Thomas Schulze, župan Varaždinske županije, načelnik općine Brezničkog Huma i drugi ugledni gosti.
Od 1986. član je Udruženja obrtnika grada Zagreba. Nakon demokratskih, prvih višestranačkih slobodnih izbora 1990. izabran je krajem lipnja na Skupštini Udruženja obrtnika grada Zagreba za predsjednika Udruženja. Bio je i potpredsjednik HOK-a. Za gospodarske uspjehe u obrtničkim organizacijama dobio je brojna priznanja. 
Do 1994. godine krovna organizacija hrvatskih obrtnika do 1994. godine bio je Savez udruženja hrvatskih obrtnika (SUHO). Stjepan Šafran, tada zagrebački obrtnik metalske struke, bio je predsjednik Izvršnog odbora Saveza. Obnašao je dužnost predsjednika Hrvatske obrtničke komore od 1999. do 2007. godine, u dva mandata, 1999. – 2003. i 2003. – 2007.
Odlukom Skupštine Hrvatske obrtničke komore izabran je za doživotnog počasnog predsjednika te ustanove, u znak "osobitog i trajnog priznanja za rad na ustroju i organizaciji ukupnog komorskog sustava i radu na unaprjeđenju obrta i obrtništva u Hrvatskoj".
Šafranov pogon upošljava i zvonoljevače. Zvona su poklonjali i razrušenim crkvama tijekom rata, a Sarajevu dvaput. Obitelj Stjepana Šafrana darovala je među ostalim zvono obnovljenoj crkvi sv. Lovre u Petrinji. Također su darovali unikatno zvono, umjetnički dekorirano hrvatskim dekoracijama, rimiokatoličkoj crkvi u Sarajevu. To je zvono uveličalo dolazak pape Franje u Sarajevu. Bilo je na Koševu, a zatim to zvono ostaje kao trajan poklon crkvi sv. Ignacija na Grbavici.

## Priznanja
- 2016.: Svjedodžba o zaslugama "Milan Šufflay"